# Мирные переговоры в Астане (2017)
Мирные переговоры в Астане (2017) по инициативе России, Турции и Ирана — состоялись 23-24 января 2017 года в Астане. Цель — завершение гражданской войны в Сирии. Всего в переговорах приняли участие семь делегаций: России, Турции, Ирана, США и Организации Объединённых Наций, а также две стороны — представители официального сирийского правительства и спикеры вооружённых группировок, оппозиционных по отношению к президенту Башару Асаду. Это первый случай в истории гражданской войны в Сирии, когда в ходе мирного урегулирования за столом переговоров оказались как власти САР, так и противоборствующие им мятежники (боевики).

## Цели оппозиции
Представители оппозиционных групп (со слов спикера делегации оппозиции Яхьи аль-Ариди) среди своих целей назвали следующие:
- Полное соблюдение соглашений о прекращении огня, которое было достигнуто между Россией и Турцией 30 декабря 2016 года.
- Рассмотрение нарушений гуманитарного и военного характера, которые якобы допускаются силовыми структурами, подконтрольными правительству Сирии и вооружённым проправительственным группировкам, получающим поддержку из Ирана (например, в Вади Барада, в Хомсе, на юге Дамаска).
- Вывод всех иностранных вооружённых формирований с территории Сирии.
- Исключение Ирана из списка стран-гарантов перемирия.
- Организация безопасных коридоров для поставок гуманитарной помощи.

## Участие США на уровне посла в Казахстане
В переговорах принял участие спецпосланник ООН по проблемам Сирии Стаффан де Мистура. В качестве наблюдателя со стороны США на переговорах присутствовал посол США в Казахстане Джордж Крол. Москва и Анкара предложили США направить в Казахстан на мирные переговоры полноформатную делегацию, однако американская сторона отклонила предложение, сославшись на особенности передачи властных полномочий в США (одновременно с подготовкой переговоров по Сирии состоялась церемония инаугурации 45-го президента США Дональда Трампа). Впрочем, официальный Тегеран активно выступил против участия в новом этапе переговоров представителей Вашингтона.

## Участники переговорного процесса в Астане
- Объединённую оппозицию возглавлял Мохаммед Аллуш, глава Высшего комитета по переговорам и руководитель боевой группировки «Джейш аль-Ислам».
- Сирийскую правительственную делегацию возглавлял постоянный представитель Сирии в ООН Башар Джаафари, который отметил важную роль Ирана в переговорном процессе в качестве координационного звена.
- Россию, Иран и Турцию представляли главы МИД этих стран: Сергей Лавров, Мохаммад Джавад Зариф и Мевлют Чавушоглу.

## Военные действия во время переговоров
Переговоры проводились на фоне обострения военного противостояния в Сирии. Боевики в середины января проводили успешное наступление в районе города Дайр-эз-Заур, захват которого помог бы террористическим организациям решить проблемы со снабжением горючим. Сирийское правительство перебросило под Дайр-эз-Заур наиболее боеспособные части своей армии; также в городе сосредоточены боевые формирования «Хезболлы». 23 января шесть дальних бомбардировщиков ВКС РФ нанесли удар по позициям наступающих террористов в районе Дайр-эз-Заур. Силы сирийского правительства и группировки шиитского ополчения продолжали атаковать позиции боевиков в районе Восточная Гута и Джобар в мухафазе Дамаск. Удары с воздуха были нанесены правительственными войсками у Хамы и к югу от Дамаска. В числе ключевых задач правительства Сирии значится планомерное вытеснение групп боевиков из долины Вади-Барада — из этого района происходит регулярное снабжение Дамаска питьевой водой.

## Результат
Представители сирийской оппозиции передали свои требования только Москве и Анкаре, проигнорировав Тегеран. Представители официального Дамаска уже отказались принимать эти условия. Совместное коммюнике так и не было подписано. Тем не менее, Москва, Тегеран и Анкара выступили с совместным заявлением, в котором выразили приверженность принципам суверенитета и территориальной целостности Сирии и оговорили невозможность военного решения конфликта. Итоговый документ зачитал министр иностранных дел Казахстана Кайрат Абдрахманов. Также была создана группа по Сирии Астанинская тройка.

## Проект новой конституции Сирии, предложенный Россией
Российская сторона передала представителям вооружённой сирийской оппозиции проект предполагаемой будущей конституции Сирии, в котором предполагаются следующие изменения:
- Переименование Сирийской Арабской Республики в Сирийскую Республику.
- Проведение процесса децентрализации государственной власти на основе принципов национально-этнического федерализма по модели «зон ассоциации».
- Усиление законодательной роли парламента в противовес конституционным функциям президента.
- Осуществление концепции секуляризма с постепенным ослаблением исламистского права в качестве источника легитимности.

## Женевские переговоры
Следующий этап миротворческого процесса по Сирии пройдёт в Женеве в начале февраля.